# 크리스토퍼 맬트비
크리스토퍼 마이클 몰트비 소장, CB, MC, DL, , , , , , , , , , , , , , , , ,  (1891년 1월 13일 – 1980년 9월 6일)는 영국령 인도 육군의 고위 장교로, 1941년 홍콩 전투 전 주홍콩 영국군 사령관을 역임했으며, 그 후 포로가 되었다.

## 군 경력
베드퍼드 스쿨에서 교육을 받은 몰트비는 샌드허스트 왕립 사관학교에 입학했으며, 그곳에서 인도 육군에 임명될 것을 목표로 인도 육군 미배정 명단에 장교로 임관되었다.
인도에 주둔한 영국 육군 연대에 배속되어 수습 기간을 마친 후, 그는 인도 육군의 95th Russell's Infantry에 배치되었다. 1913년부터 1914년까지 그는 페르시아만에서 복무했다.
1914년 10월, 95th Russell's Infantry는 이맘과 많은 지역 부족 지도자들이 공격할 의도가 있다는 정보가 입수됨에 따라 무스카트의 영국 수비대를 강화하기 위해 파견되었다.
95th Russell's Infantry는 이곳에 주둔하면서 1915년 4월과 5월에 호르무즈 해협을 건너 페르시아의 자스크와 차바르에서 작전에 참여했다. 몰트비는 이 작전 중에 1915년 5월 2일 밤 차바르의 영국 초소를 방어할 때 보여준 용맹함으로 무공 십자 훈장을 받았다.
그해 말 95th Russell's Infantry는 인도로 돌아왔고, 1916년 10월에는 나우셰라에 주둔했다. 나우셰라에 있는 동안, 1916년 10월 1일 페샤와르 사단의 일부로 동원되었다. 며칠 후 페샤와르로 떠났고, 그곳에서 1917년 7월까지 북서 국경에서 소규모 징벌 작전에 참여하다가 해외 근무를 위해 사우고르로 이동하라는 명령을 받았다.
1917년 9월 29일, 대대는 바스라에 상륙했다. 메소포타미아에서 약 1년 후인 1918년 11월에 터키로 파견되었다.
무공 십자 훈장을 받은 것 외에도 부상을 입었으며 세 차례 mentioned in dispatches에 언급되었다.
전쟁이 끝난 후, 그는 1923년 퀘타의 참모 대학에 갔다. 그는 인도의 북서 국경에서 복무했으며, 1925년 인도 육군 본부의 참모 장교가 되었다. 1927년 앤도버 (햄프셔주)|앤도버의 RAF Staff College에 진학했으며, 1930년 인도 육군 본부의 부관보가 되었다.
그는 1937년 2월 1일 9th Jat 연대 3대대 지휘관으로 임명되었으며, 이 부대는 1937년 10월 인도 북서 국경의 란디 코탈로 이동하여 1937년 작전에 참여했고, 이로 인해 다시 Mentioned in Despatches에 언급되었다.
그는 1938년 6월부터 12월까지 퀘타의 참모 대학 강사로 임명되었으며, 1939년 1월 인도 발루치스탄 지구의 1급 참모 장교로 임명되었다.
그는 제2차 세계 대전에 참전했다. 1939년 9월 24일, 그는 제3 잘룸 여단 사령관으로 임명된 후, 콜카타 여단 사령관, 마지막으로 인도 데칸 지구의 19th Indian Infantry Brigade 사령관으로 임명되었다.

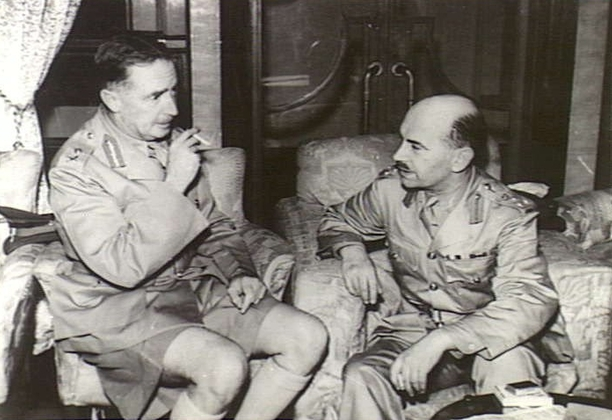
캐나다 준장 존 K. 로슨 (오른쪽)과 크리스토퍼 몰트비 장군

그는 1941년 8월 주중국 영국군 사령관이 되었다. 1941년 7월 19일 부임했을 때 그는 깊은 인상을 받지 못했다. 도착 후 아내에게 보낸 첫 편지에서 그는 "총독은 매우 병약하며 조용히 물러나고 싶어 할 뿐이며, 민방위 측면에서 할 일이 엄청나게 많아서, 제 시작은 요구사항으로 가득할 것 같아요. 왜 항상 민간 행정부와 싸워야 하는 거죠?"라고 썼다. 한편, 홍콩 공병대는 8월 1일 열린 행사에서 몰트비에게 깊은 인상을 주어, 그는 8월 8일 국방부에 '추가 확장' 가능성이 있는 '중국 보병 대대' 창설을 제안했다. 국방부는 8월 24일 이 제안을 승인했으며, 이는 영국 육군 최초의 현지 홍콩 보병 부대인 홍콩 중국 연대의 시작이었다.
그는 처음에는 본토 남부에 걸쳐 Gin Drinkers Line으로 알려진 10마일 방어선을 구축했지만, 병력을 홍콩섬으로 철수해야만 했다. 사카이 다카시 장군은 섬에 포격을 시작했고, 1941년 12월 19일 시작된 영국군 소규모 반격 이후, 몰트비는 1941년 12월 25일 퀸즈 피어에서 일본군에게 항복했다. 그는 1941년부터 1945년까지 포로였다.

## 은퇴
몰트비는 영구 계급인 대령으로 돌아와 1946년 6월 10일에 은퇴했다. 그는 1946년 6월 10일에 소장으로 명예 진급되었다. 1953년, 몰트비는 남은 생애를 보낸 서머싯주의 주 부지사로 위촉되었으며, 마지막 5년은 홀아비로 지냈다.

## 참고 문헌
- Smart, Nick (2005). 《제2차 세계 대전 영국 장군 전기 사전》. 반즐리: 펜 앤 소드. ISBN 1844150496.